# 모하마드 파힘

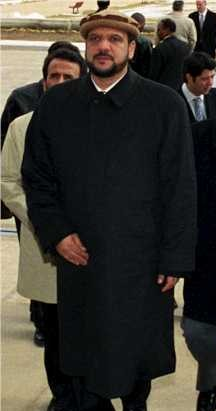

모하마드 카심 파힘(파슈토어: محمد قسيم فهيم) 원수(1957년 - 2014년 3월 9일)은 아프가니스탄 과도정부의 국방장관이었다. 2002년 초부터 그는 부총리도 겸임하게 되었다. 2004년 12월 23일, 임시정부가 선거에 의한 정부로 교체되면서 그는 하미드 카르자이 대통령에 의해 해임되었다.
국방장관 지위를 유지하는 동안에도 그는 자신의 민병대를 계속 지휘했다. 여하튼 2003년 12월 10일 그는 자신의 민병대 일부에게 (탱크 11대, 로켓발사기 10기, 스커드 미사일 2기를 포함한) 그들의 무기를 카불 인근의 아프간 국군 기지로 이양하라고 명령하였다.
탈리반 붕괴 이전에, 파힘은 아프간 북부동맹의 군벌 지도자 중 한 명이었다. 2001년 9월 13일, 파힘은 북부동맹의 선임사령관으로 추대되어 아흐마드 샤 마수드를 승계하였다. 마수드는 그 4일 전 암살되었다. 9월 22일 타지키스탄에서 파힘은 러시아군 사령관 아나톨리 크바시닌과 회담을 가졌다.
국방장관으로서 그는 영국의 군기지를 시찰하였고, 미국의 토미 프랭크스 장군, 캐나다 국방장관 존 맥컬럼, 나토 사무총장 조지 로버트슨과 협상하고 모스크바와 워싱턴 DC를 방문하였다. 그는 또한 15명의 타지크 장군들을 파슈툰, 우즈벡, 하자라 부족 출신의 장교로 교체하였다.
2003년 6월 그의 집 앞에서 폭탄이 발견되었다. 그해 후반에는 그의 개인 호위대장이 자살폭탄범의 손에 사살되었다.
2003년 9월 12일, 아프가니스탄의 토지 주거 문제를 조사하기 위해 UN 인권위원회에 의해 임명된 밀룬 코타리(Miloon Kothari)가 파힘과 교육장관 유니스 카누니가 불법적으로 토지를 점유하고 있으며 그들의 직위로부터 물러나야한다고 발표했다. 그러나 3일 후에 코타리는 UN의 아프간 총책임자인 라크다르 브라히미에게 서한을 보내, 장관들의 이름을 거론한 것은 그가 너무 지나쳤다고 언급했다.
모하마드 파힘은 카르자이에 의해 부통령 중 한 명으로 선택된 것이 아니었으며, 나중에는 국방장관으로 재지명되지 않았다. 그러나 2004년 12월에 발표된 포고령에 의해 카르자이는 파힘이 아프가니스탄의 최고 계급인 원수 계급을 보유하며 평생 동안 모든 권리와 특권을 갖는다고 확인했다.

## 참고 자료
- globalsecurity.org
- Fahim minibio
- 사망기사 (WSJ)